# Principato vescovile di Augusta
Il Principato vescovile di Augusta, o, più brevemente, Vescovato di Augusta (in tedesco: Fürstbistum Augsburg; Hochstift Augsburg) è stato uno stato ecclesiastico facente parte del Sacro Romano Impero il cui centro principale era la città di Augusta, appartenente alla Provincia Sveva.
La città di Augusta, dopo aver ottenuto lo status imperiale di città libera, era un'entità separata, costituzionalmente e politicamente indipendente dal principato vescovile cui dava il nome. Il principato copriva circa 2365 km² e contava circa 100.000 abitanti all'epoca in cui fu annessa alla Baviera nel corso della secolarizzazione tedesca.

## Storia

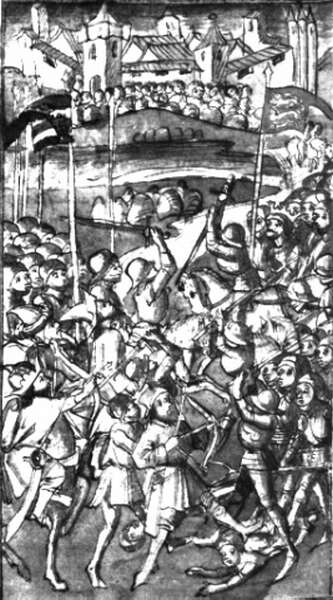
La battaglia di Augusta, 955

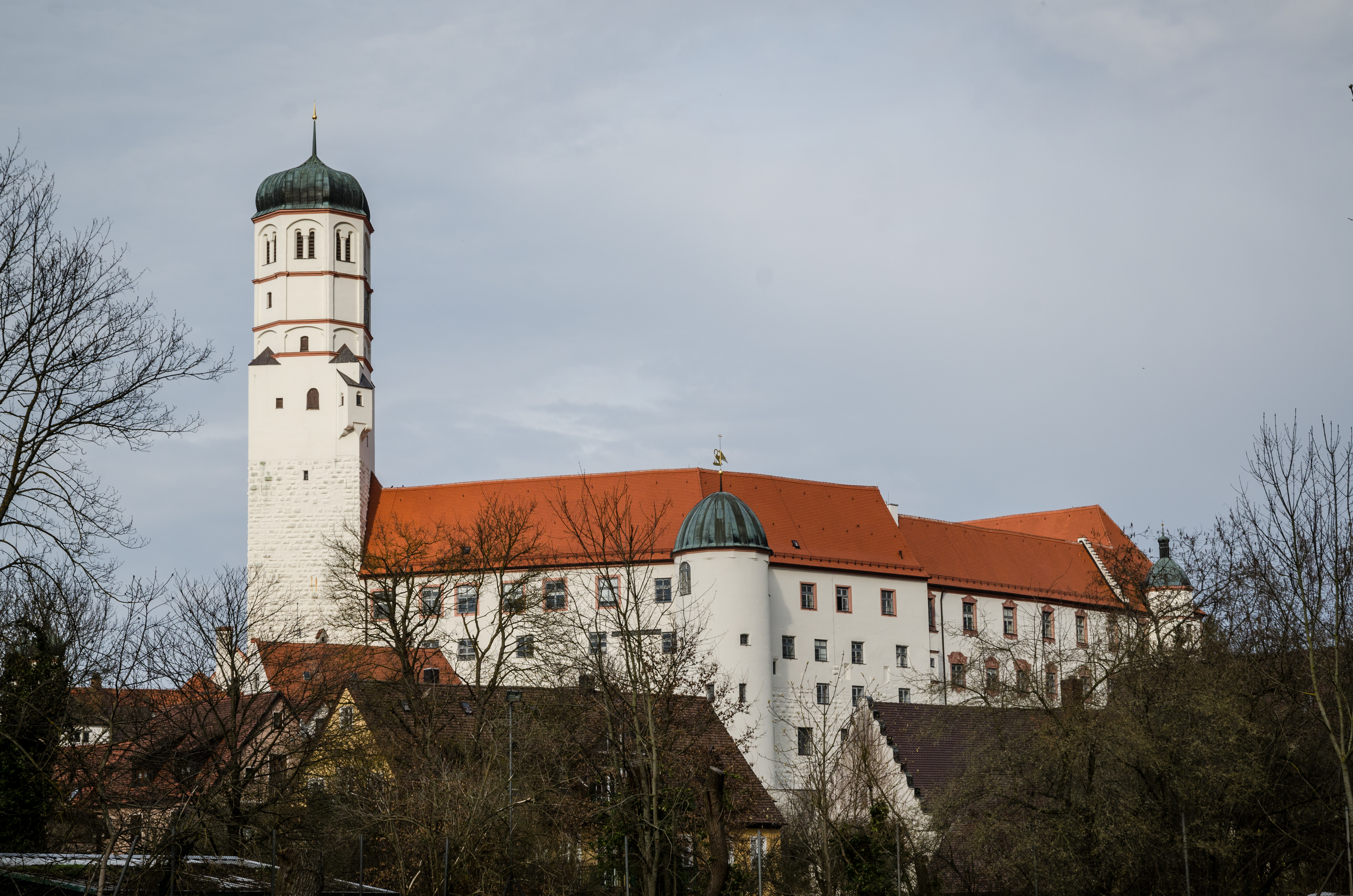
Il castello di Dilingen sul Danubio, una delle residenze ufficiali dei principi vescovi.

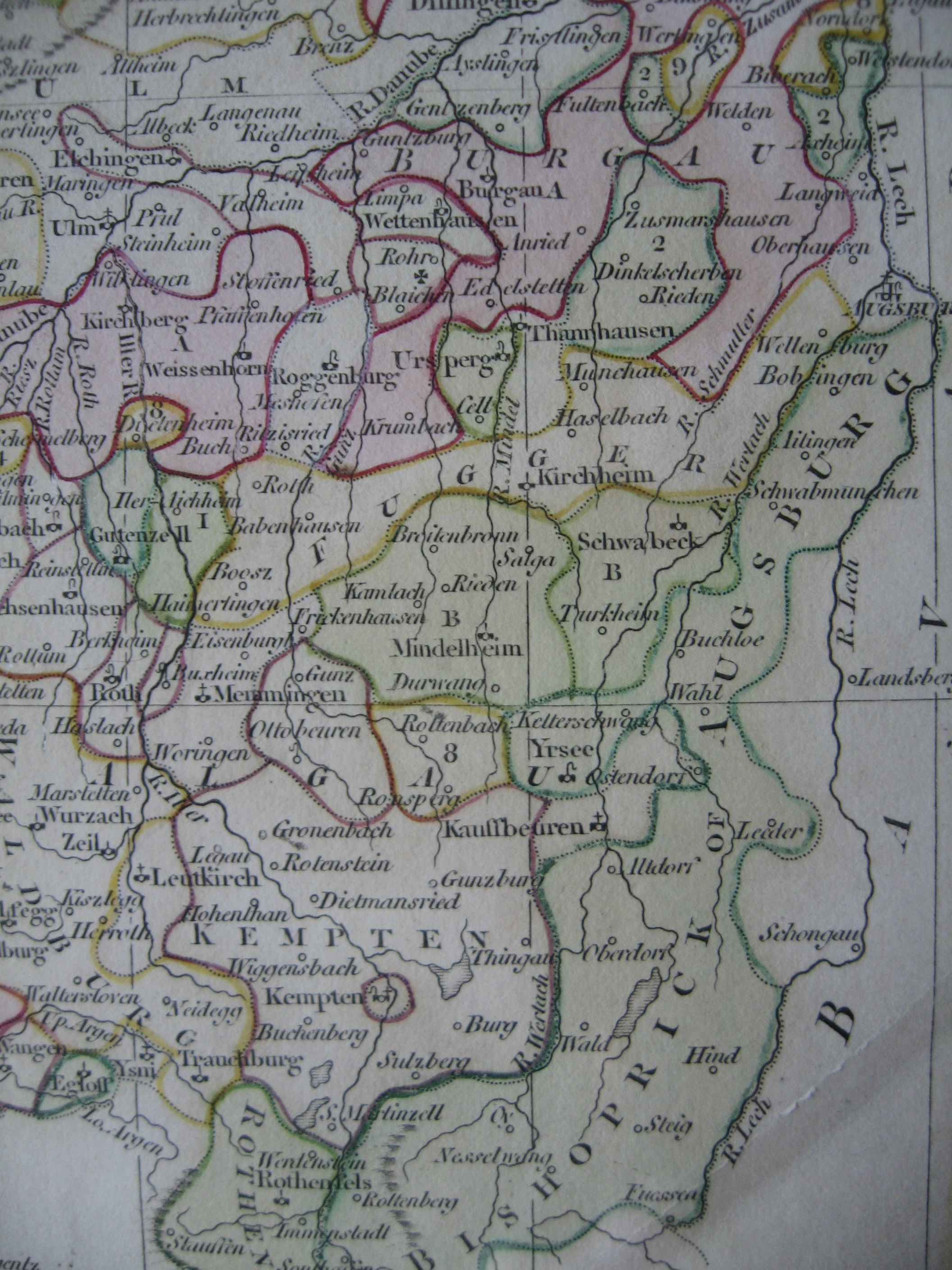
Mappa del territorio del vescovato.

### Il vescovato e i primi anni dell'Impero
Fin dall'VIII secolo, i vescovi di Augusta acquisirono beni, immunità e privilegi, che andarono a costituire il principato vescovile (Hochstift Augsburg), che si consolidò con il grande vescovo e patrono della città e della diocesi, sant'Ulrico (923-973). Uomo devoto e pio, profondamente attento all'educazione del clero, alla disciplina nei monasteri e alla pratica religiosa nel popolo, appoggiò senza sconti l'impero e divenne il confidente di Ottone I di Sassonia, che gli accordò il diritto, inusuale all'epoca, di battere moneta. La cattedrale di Augusta fu iniziata dal vescovo Leuthold (Liutolf) († 996) e portata a termine da Emmerich von Leiningen († 1077), al quale si deve anche la costruzione della basilica dei Santi Ulrico e Afra, importante luogo di pellegrinaggio della diocesi.
Con Siboto von Lechfeld (1227-47) i monasteri degli ordini mendicanti di nuova fondazione furono istituiti per la prima volta ad Augusta. Un famoso membro dei francescani era Davide di Augusta e dei domenicani, Alberto Magno di Lauingen. Cause di conflitto furono i problemi sorti tra i vescovi di Augusta e le autorità cittadine. Durante le lotte tra papi e imperatori, Augusta, come altre grandi città in tutta la Germania, raggiunse un'enorme ricchezza grazie all'attività industriale e commerciale dei cittadini. Di tanto in tanto si facevano sforzi per limitare il più possibile gli antichi diritti civili dei vescovi e dei loro amministratori, e persino di abrogarli del tutto. Da uno stato di malcontento i cittadini passarono all'aperta violenza col vescovo Hartmann von Dillingen (1248-86), e strapparono ai vescovi molte libertà e vantaggi municipali.
Un'istanza caratteristica fu la conferma, da parte del re Rodolfo I di Germania alla Dieta imperiale di Augusta, (1276) dello Stadtbuch, o registro municipale, contenente gli antichi costumi, i diritti episcopali e municipali, ecc., specificati in dettaglio; nella stessa occasione Augusta fu riconosciuta come una città libera dell'Impero. Il vescovo Hartmann († 1286) stabilì la capitale del principato vescovile e seconda residenza dei vescovi nella città di Dillingen sul Danubio. La pace regnò sotto i vescovi successivi, dei quali Federico I (1309-31) che acquistò per uso personale il castello e la roccaforte di Füssen; Ulrico II di Schönegg (1331-37), e suo fratello Enrico III di Schönegg (1337-48) rimasero fedeli all'imperatore Ludovico IV; Marquard I di Randeck (1348-65), riscattò di nuovo le proprietà ipotecate della diocesi, fu nominato patriarca di Aquileia dall'imperatore Carlo IV nel 1365.
Nuovi dissidi tra il principe-vescovo e la libera città imperiale sorsero con Burkhard von Ellerbach (1373-1404), il cui governo fu segnato da gravi discordie che andavano dal rovesciamento del patriziato, o del governo aristocratico, e dall'aumento del potere municipale dell'artigianato o delle corporazioni. Irritati dal sostegno di Burkhard alla nobiltà nella loro lotta con le città sveve, gli abitanti di Augusta saccheggiarono le abitazioni dei canonici, cacciarono alcuni membri del clero dalla città (1381), distrussero, dopo un breve intervallo di tregua (1388), la roccaforte episcopale, il decanato e la zecca, e divenendo quasi completamente indipendenti dal vescovo. Burkhard cercò di reprimere le proteste combattendo contro le eresie.
Dopo la morte di Eberardo II (1404-13), nel 1413 sorse una disputa poiché la città di Augusta rifiutò di riconoscere la legittimità del vescovo, Anselm von Nenningen (1413-23), e schierò in opposizione, Friedrich von Grafeneek, che era stato presentato dall'imperatore Sigismondo. Il problema fu risolto da papa Martino V, che costrinse entrambi i vescovi a dimettersi e, per sua stessa autorità, li sostituì con Pietro von Schauenberg, canonico di Bamberga e Würzburg (1423-69). Pietro fu dotato dal Papa di facoltà straordinarie, lo rese cardinale e legatus in tutta la Germania. Lavorò con zelo ed energia per la riforma della sua diocesi, tenendo sinodi e visite episcopali al fine di elevare la decadente vita morale e intellettuale del clero; restaurò la disciplina e rinnovò lo splendore caduto di molti monasteri, canonici e chiese collegiali. Completò la ricostruzione della cattedrale in stile gotico, la consacrò nel 1431 e nel 1457 pose la pietra angolare della nuova chiesa di Santi Ulrico e Afra.
Augusta acquisì, attraverso il proprio sviluppo, rilevanza nel commercio mondiale. Alcuni membri delle sue famiglie, ad esempio i Fugger e i Welser furono i più grandi mercanti del loro tempo; prestarono ingenti somme di denaro agli imperatori e ai principi della Germania, condussero le imprese finanziarie del papato ed estesero perfino le loro operazioni al continente americano, appena scoperto. 

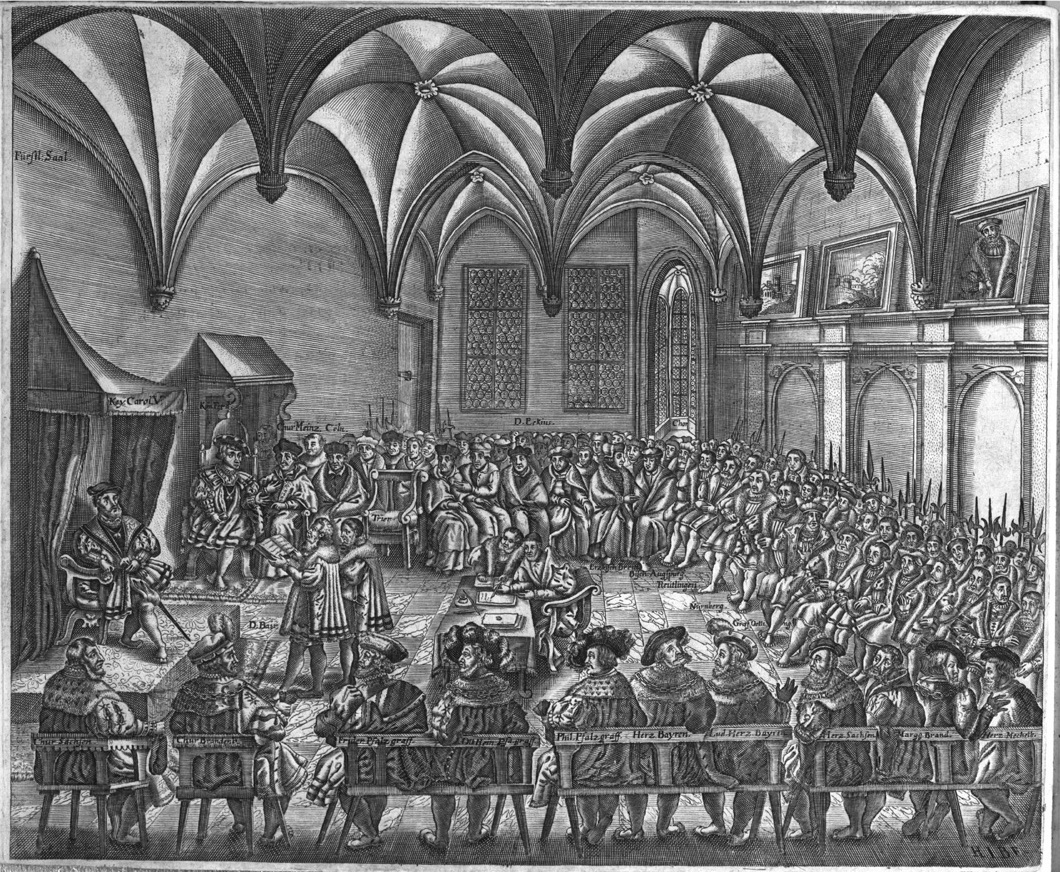
La Dieta di Augusta, 1530

### Il periodo delle riforme
La riforma protestante ebbe un discreto successo nel principato, che comportò il passaggio alla nuova confessione religiosa di 142 parrocchie (il 13,1% del totale), 8 abbazie maschili e 5 femminili, e 13 conventi degli ordini mendicanti. Se la diocesi rimase sostanzialmente fedele al cattolicesimo, lo fu soprattutto grazie ai diversi principi che governavano sul territorio diocesano, i duchi di Baviera e di Austria, e i principi ecclesiastici di Kempten, di Ellwangen e delle 9 abbazie imperiali con sede nella diocesi.

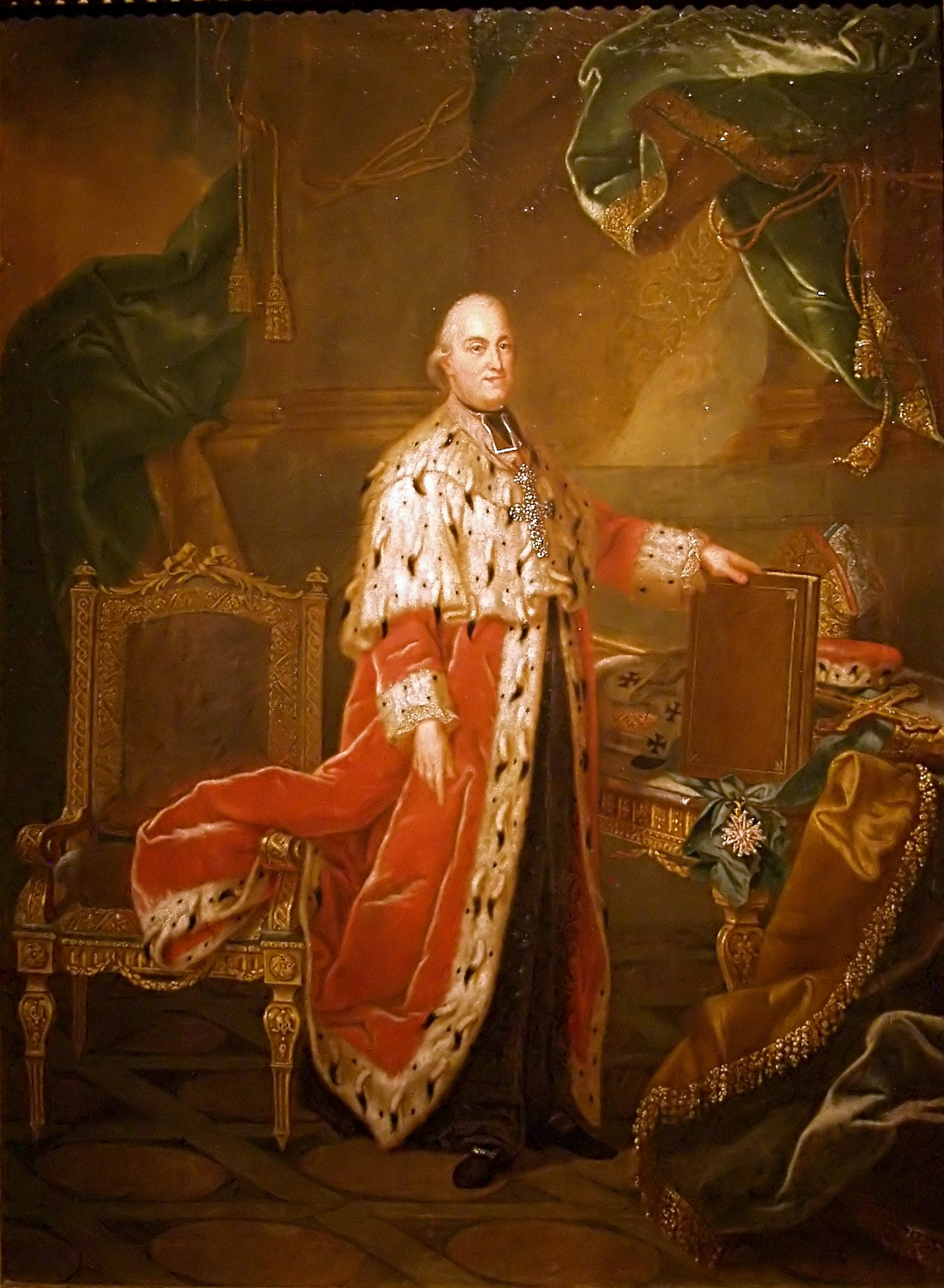
Clemente Venceslao di Sassonia fu l'ultimo principe vescovo, che continuò a reggere la diocesi dopo la secolarizzazione, fino alla sua morte.

Augusta fu scelta come sede di alcune importanti diete imperiali, che giocarono un ruolo decisivo nella storia religiosa della Germania: la dieta del 1518, dove si svolse il dibattito teologico fra Martin Lutero e il cardinale Caietano; la dieta del 1530, dove fu redatta quella che è passata alla storia come "Confessione augustana"; la dieta del 1555, quando fu stipulata la "pace di Augusta".
Con l'aiuto del gesuita Pietro Canisio, vescovo di Vienna, il vescovo Otto Truchsess von Waldburg dette avvio alla controriforma nella sua diocesi e fondò un'università cattolica riformata a Dillingen, nel 1549, la quale contribuì a diffondere gli ideali del concilio di Trento anche nella diocesi; nel 1735 fu eretto anche il seminario di Pfaffenhausen.
Nell'epoca barocca Augusta si arricchì di numerose opere d'arte realizzate per merito di architetti, pittori e stuccatori di valente rilievo che operarono nelle chiese della diocesi. A quest'epoca risalgono i monasteri e le chiese parrocchiale più famose dell'area come quella di Pfaffenwinkel. Nello stesso stile venne eretta la scuola di Wessobrunn, il monastero Marienmünster presso Dießen, i monasteri di Benediktbeuern e di Abbazia di sant'Ottilia presso Wallfahrtskirchen e la Wieskirche di Steingaden.

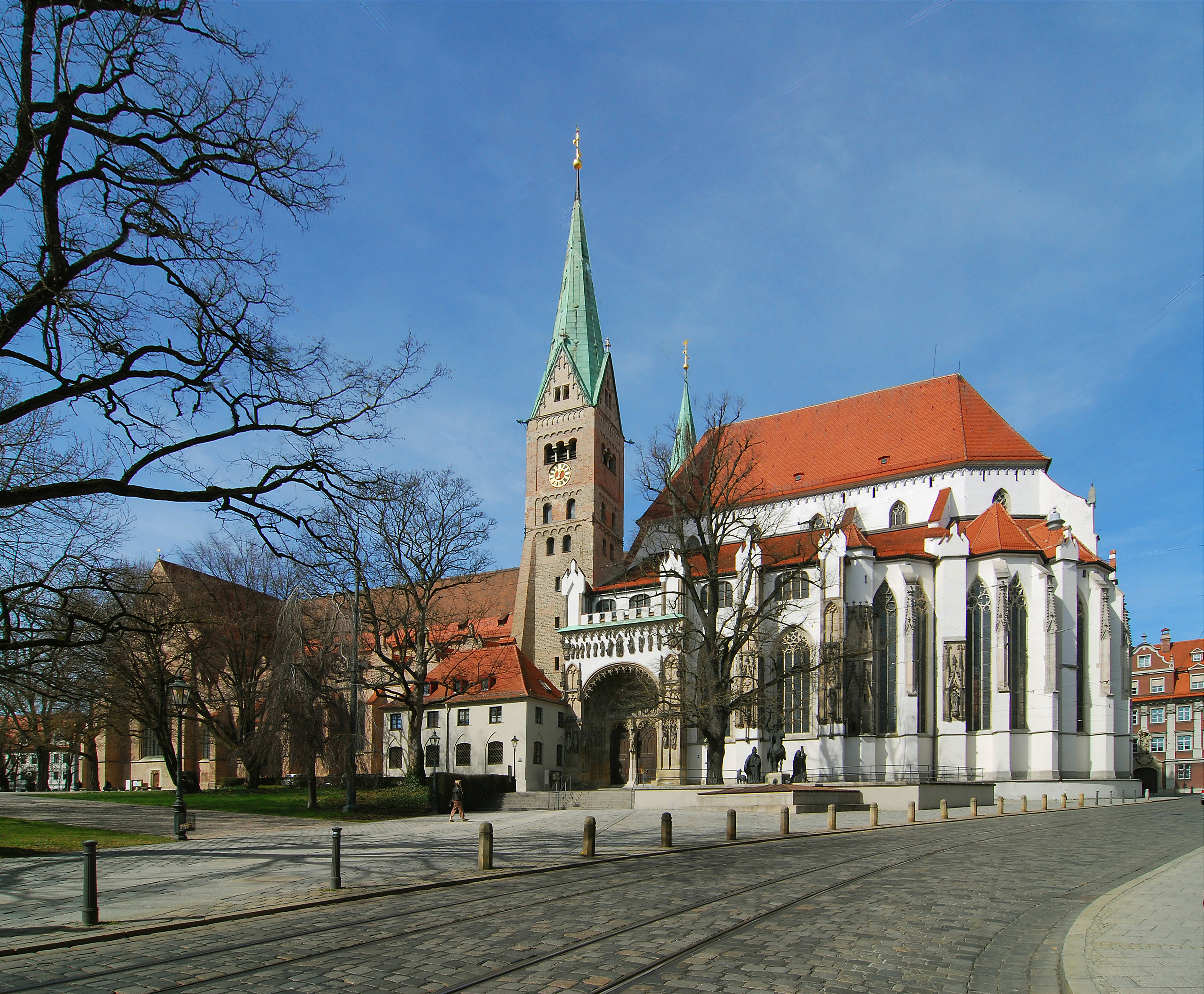
Visuale della Cattedrale di Augusta

Con l'Editto di Restituzione dell'imperatore Ferdinando II (1629), eseguito vigorosamente e con troppa forza dal vescovo, la Guerra dei Trent'anni portò a termine una quasi completa restaurazione dei possedimenti della diocesi di Augusta. L'occupazione di Augusta da parte di Gustavo Adolfo di Svezia (1632) ripristinò temporaneamente l'equilibrio del potere con i protestanti. Fino alla liberazione della città da parte delle truppe imperiali (1635), i cattolici furono duramente colpiti e furono costretti a rinunciare a tutto ciò che avevano guadagnato tramite l'editto di restituzione. Infine, la Pace di Vestfalia (1648) stabilì l'uguaglianza tra cattolici e protestanti, e fu seguita da un lungo periodo di pace interna. A causa delle perdite subite dalla diocesi dopo il trattato, avanzò una protesta solenne davanti alla cancelleria imperiale dal vescovo Sigismondo Francesco, arciduca d'Austria (1646-65). Il vescovo, a causa della sua gioventù, governò la diocesi attraverso gli amministratori, e in seguito si dimise dal suo ufficio. Il suo successore, Johann Christopher von Freiberg (1665-90), era particolarmente desideroso di liquidare il pesante fardello del debito sostenuto dal capitolo, ma era tuttavia generoso nei confronti di chiese e monasteri. Il suo successore, Alexander Sigmund (1690-1737), figlio dell'Elettore Palatino, custodì la purezza della dottrina nella liturgia, nei libri di preghiere. Johann Friedrich von Stauffenberg (1737-40) fondò il Seminario di Meersburg e introdusse le missioni apostoliche. Il principe Clemente Venceslao di Sassonia e Polonia (1768-1812), attuò un gran numero di eccellenti regolamenti disciplinari; dopo la soppressione della Compagnia di Gesù offrì ai propri membri protezione e impiego nella sua diocesi; oppose una vigorosa resistenza al razionalismo e infedeltà, e fu onorato da una visita di papa Pio VI (1782).

### Rivoluzione francese e secolarizzazione

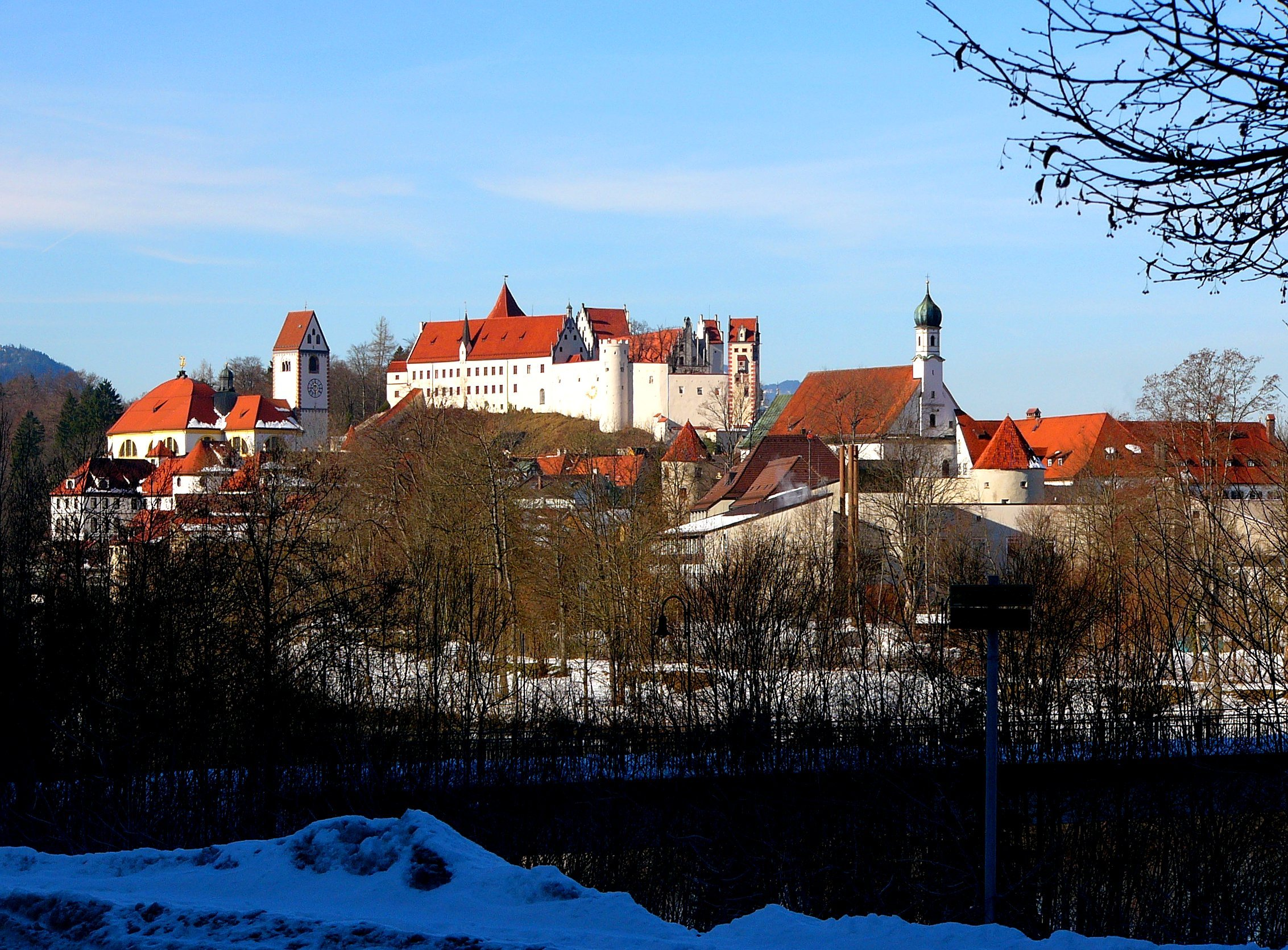
Il castello di Füssen, utilizzato come residenza estiva.

Durante questo periodo iniziò lo sconvolgimento, a livello europeo, inaugurato dalla rivoluzione francese. Essa sarebbe stata destinata a porre fine al potere temporale della Chiesa in Germania e a provocare la fine del principato come stato. Nel 1802, con un atto della Delegazione della Dieta Imperiale Perpetua (Reichsdeputationsrezess) il territorio del principato fu annesso all'Elettorato di Baviera, che prese possesso il 1º dicembre 1802 del capitolo della cattedrale, insieme a quaranta canonicati, quarantuno benefici, nove collegi, venticinque abbazie, trentaquattro monasteri degli ordini mendicanti e due conventi. A causa della condotta sconsiderata dei commissari nominati dal primo ministro del futuro regno di Baviera, Maximilian von Montgelas, furono distrutti innumerevoli tesori artistici, libri di valore e documenti. Per cinque anni, dopo la morte dell'ultimo principe vescovo Clemente Venceslao (1812), la sede episcopale rimase vacante, durante i quali fu amministrata dal vicario generale Franz Friedrich von Sturmfeder; le parti della diocesi che si trovavano fuori dal regno di Baviera furono separate ed annesse ad altre diocesi.